# Stazione di Salsomaggiore Terme
La stazione di Salsomaggiore Terme è una fermata ferroviaria a servizio del comune di Salsomaggiore Terme, in provincia di Parma. È il capolinea della ferrovia Fidenza-Salsomaggiore Terme.

## Storia

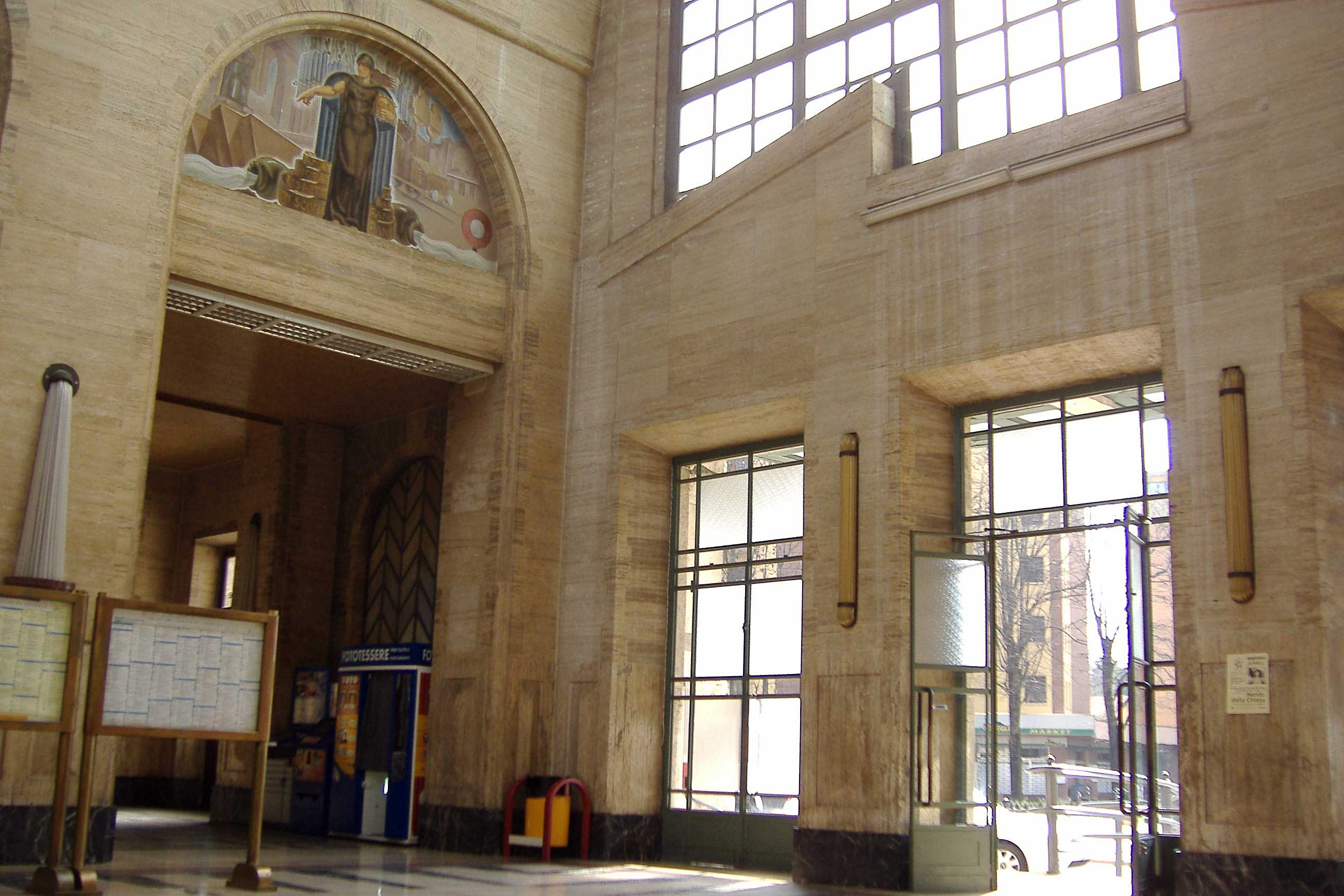
Interno

Costruita in stile déco nel 1937 su progetto dell'ingegner Cervi, che si ispirò alla stazione centrale di Milano, la stazione è interamente rivestita in travertino bianco e rosa; è inoltre caratterizzata dalle grandi vetrate ad arco, presenti sulle facciate opposte d'ingresso e lato binari. All'interno l'atrio è ricoperto da un'ampia volta a botte cassettonata, mentre i vari ambienti presentano elementi decorativi relativi al tema dell'acqua, tra cui in particolare una pregevole fontanella a cinque bocche posizionata nella piattaforma di accesso ai treni.
Nel 2014 furono avviati i lavori di restauro conservativo dell'edificio.
Attivata come stazione, fu declassata a fermata il 28 ottobre 2015, quando il servizio sulla linea è divenuto a spola.

## Strutture e impianti
La stazione dispone di un fabbricato viaggiatori disposto su due piani con ascensore per accedere ai binari, che si trovano al livello inferiore. In passato era presente uno scalo merci, ora totalmente dismesso, di cui restano i binari in disuso.
La stazione presentava in origine 4 binari tronchi; attualmente solo un binario viene impiegato per il servizio viaggiatori.

## Movimento
La stazione è servita dai treni regionali da e per Fidenza, con tre coppie di treni al giorno prolungati a Parma. In passato sono stati attivi anche collegamenti diretti con Brescia e con Milano.
I treni sono svolti da Trenitalia Tper nell'ambito del contratto di servizio stipulato con la Regione Emilia-Romagna.
Al 2007, l'impianto risultava frequentato da un traffico giornaliero di circa 900 persone.
A novembre 2019, la stazione risultava frequentata da un traffico giornaliero medio di circa 1664 persone (853 saliti + 811 discesi).

## Servizi
La stazione è classificata da RFI nella categoria silver.
La stazione dispone di:
- Biglietteria
- Bar
- Servizi igienici